# Чон Чесон
Чон Чесон (кор. 정재성, 25 серпня 1982 — 9 березня 2018) — корейський бадмінтоніст, олімпійський медаліст.

## Виступи на Олімпіадах
| Олімпіада   | Дисципліна    | Місце |
| ----------- | ------------- | ----- |
| Пекін 2008  | парний розряд | 9T    |
| Лондон 2012 | парний розряд | 3     |